# Gulag
Gulag (rusko Главное управление исправительно-трудовых лагерей - ГУЛаг, Glavnoje upravlenije ispravitelno-trudovih lagerej - GULag) je beseda s katero označujemo široko razpredeno mrežo delovnih taborišč po vsej nekdanji Sovjetski zvezi. 
Taborišča Gulag je leta 1917 ustanovil Vladimir Lenin, vrhunec števila zaprtih političnih nasprotnikov pa so dosegla v času Josifa Stalina. V prvih letih obstoja je skozi Gulag prešlo 100.000 ljudi, do leta 1940 pa se je njihovo število povečalo na 1,5 milijona ljudi. Med učenjaki se pojavlja soglasje, da je od 14 milijonov zapornikov, ki so prešli skozi taborišča Gulag, in 4-ih milijonov zapornikov, ki so šli skozi kolonije taborišč od 1930 leta do 1953, približno 1,5 do 1,7 milijona zapornikov tam umrlo zaradi nečloveških razmer, ali pa so umrli kmalu po izpustitvi. Po Stalinovi smrti leta 1953 so se gulagi začeli hitro zapirati, vendar so nekatera taborišča ostala še vedno odprta samo za zapornike, ki so bili obsojeni na največ 5 let zaporne kazni. Potem, ko je Nikita Hruščov sprožil proces destalinizacije, so bili gulagi do leta 1960 dokončno opuščeni.

## Začetki
Gulag je pravzaprav kratica za Glavna uprava taborišč (rusko Glavnoje upravljenje lagerej), sčasoma pa so jo začeli uporabljati kot oznako za celoten sistem prisilnega dela v Sovjetski zvezi; od delovnih taborišč, tranzitnih taborišč, taborišč za kriminalce in politične zapornike, taborišč za ženske in otroke.
Že ruski carji so politične nasprotnike preganjali v Sibirijo in druge oddaljene kraje ruskega imperija. Ko pa je Leninu leta 1917 uspelo prevzeti oblast v Rusiji, je kmalu iznašel pojem razrednega sovražnika, ki ogroža ideje socializma in komunizma. Nikoli sicer ni bilo natančno opredeljeno, kaj, oziroma kdo razredni sovražnik sploh je, ampak se je pojmovanje spreminjalo glede na čas in dogodke. Razrednega sovražnika je bilo načeloma težje odkriti kot navadnega kriminalca in še težje prevzgojiti, kar je pomenilo, da je od navadnega kriminalca tudi bolj nevaren.
Že kmalu po prevzemu oblasti je Lenin pokazal mržnjo do višjih slojev, ki jih je označil za saboterje, po protikomunističnem uporu v mestu Pensa pa je telegrafiral tamkajšnjemu komisarju: »Izvajaj množični teror proti kulakom, popom in beli gardi ter zapri vse nezanesljive v koncentracijska taborišča.«
To je vodilo v kaos v ruskih zaporih. Bili so prenapolnjeni, paznikov pa je bilo premalo. Toda nova oblast si ni mogla dovoliti, da bi bili skupaj v zaporih pravi kriminalci in razredni sovražniki, zato je že junija 1918 tudi Trocki začel podpirati idejo o koncentracijskih taboriščih. Spomladi leta 1918 se je z brest-litovskim sporazumom končala prva svetovna vojna tudi za Rusijo in dva milijona vojnih ujetnikov na ruskih tleh je bilo osvobojenih. Izpraznjena taborišča so bila predana v upravljanje Leninovi politični policiji, znani pod imenom ČEKA (vseruska izredna komisija za boj proti protirevoluciji in sabotaži). Poleg teh taborišč naj bi tudi vsako večje mesto na svojem obrobju zgradilo taborišča, ki naj bi se sama financirala z delom, ki bi ga opravljali zaporniki.
V začetku namen teh taborišč ni bil popolnoma določen, zato tudi ni bil izdan noben ukaz, ali je treba taboriščnike samo ponižati in prevzgojiti, ali pa naj bi bili tam kot poceni delovna sila. Zato so takrat postavili vzorec za dve vrsti taborišč. Pravosodno in pozneje notranje ministrstvo sta upravljala taborišča za kriminalce, ČEKA, ki se je kasneje preimenovala v GPU, OGPU, NKVD in nazadnje v KGB, pa je upravljala posebna taborišča, za katera ni veljala jurisdikcija drugih sovjetskih institucij in kjer so prestajali kazen duhovniki, nekdanji carski uradniki, veletrgovci, špekulanti, industrialci, predvsem pa predstavniki neboljševiških socialističnih strank nekdanje Rusije, združeni v pojem razredni sovražniki. Ta taborišča so imela svoja pravila, strožje kazni in oster režim. Značilno za to vrsto taborišč je bilo dejstvo, da ni bilo nujno, da so zapornike obsodila redna sodišča. Takih taborišč je bilo vse več, zato so se združila v en sam sistem, imenovan gulag, njegovo upravljanje pa je prevzela ČEKA.

## Širjenje mreže gulagov
Leta 1929 so v Sovjetski Zvezi dopolnili kazenski zakon; 58. člen, ki je opisoval protirevolucionarna dejanja, je imel po novem namesto dveh kar osemnajst odstavkov. OGPU, v kar se je preimenovala ČEKA, je po tem zakonu lahko aretirala vsakogar, predvsem pa je lahko aretirala tehnične strokovnjake. Prva petletka je namreč zahtevala izjemno hitro industrializacijo, česar pa zaradi zastarele tehnologije ni bilo možno izvajati. Napake je oblast prevalila na inženirje in ostale tehnične strokovnjake, ki so jih začeli množično pošiljati v taborišča. Prisilna kolektivizacija je taborišča polnila tudi z množico kmetov - kdor se ji je upiral, je bil ali skupaj z družino izgnan v Sibirijo ali Kazahstan, lahko pa je celo končal v taborišču. Posledica kolektivizacije je bila, da je bilo v poznih tridesetih letih 20. stoletja največ taboriščnikov prav bivših velikih in srednje velikih kmetov.
Velikanska količina novih zapornikov je ustvarilo kaos v že tako slabem taboriščnem sistemu, zaradi česar so začeli z reorganizacijo taborišč, ki so se morala odslej preživljati sama, brez finančne pomoči države. Poleg tega so sprejeli sklep, da morajo taboriščniki tudi po odsluženi kazni ostati na področju taborišča in se ne smejo vrniti v prejšnje okolje. S tem ukrepom je želel Stalin poseliti negostoljubno pokrajino v notranjosti države. Namesto notranjega ministrstva je hkrati po novem prevzel upravljanje taborišč OGPU. V skladu s to reorganizacijo so v OGPU ustanovili poseben oddelek samo za ta taborišča, ki so ga poimenovali Glavnoje upravlenije ispravitelno-trudovih lagerej (Generalni direktorat za korektivno-delovna taborišča) ali gulag, s čimer poenotijo ime za sistem prisilnih delovnih taborišč.
V nasprotju z razširjenim mišljenjem gulag ni nehal rasti v tridesetih letih dvajsetega stoletja, ampak se je širil še med drugo svetovno vojno in dosegel vrh v začetku petdesetih let dvajsetega stoletja. Po Stalinovi smrti leta 1953 pa taborišča niso prenehala z delovanjem. Veliko taborišč je namreč nadaljevalo z delovanjem tudi po letu 1953 in začelo sprejemati novo vrsto zapornikov - sovjetske disidente, ki so bili obsojeni na največ 5 let zaporne kazni. Izpuščanje političnih zapornikov se je začelo leta 1954 in je postalo povezano ter razširjeno z množičnimi rehabilitacijami, ko je leta 1956 Nikita Hruščov na svojem tajnem govoru razkril Stalinove zločine in obsodil stalinizem. Po končani destalinizaciji so bili Gulagi januarja 1960 dokončno opuščeni.
Resnična zgodovina gulaga je bila javnosti dolgo malo znana. Eden izmed prvih, ki ga je opisal, je bil Aleksander Solženicin leta 1973, in sicer v delu Arhipelag GULAG. Še več podatkov o teh taboriščih pa je prišlo na dan kasneje, v obdobju perestrojke ter, ko so se odprli nekdanji sovjetski arhivi.

## Jugoslovanski »gulagi«
Po drugi svetovni vojni so jugoslovanske komunistične oblasti spremenile in ustanovile več »gulagov« kot so Teharje, Gotenica, Goli otok, Sveti Grgur, Bileča, Stara Gradiška in druge. Najbolj znan je Goli otok. Po Titovem ukazu so v obdobju od 1948 do 1963 aretirali 55.633 ljudi in po podatkih UDBE za osrednjo Jugoslavijo 11.650 poslali na Goli otok. Jetniki so bili podvrženi mučenju in prisilnemu delu v kamnolomu, ne glede na vremenske razmere. Poleti pri visokih temperaturah, pozimi pa v hladni burji. Zapornike so čuvarji redno tepli in drugače trpinčili.